# Bucky Barnes (Universo cinematográfico de Marvel)
James Buchanan "Bucky" Barnes, más conocido como Bucky Barnes, es un personaje ficticio interpretado por Sebastian Stan en el Universo cinematográfico de Marvel (MCU), basado en el personaje de Marvel Comics del mismo nombre. Barnes es representado como el mejor amigo de la infancia de Steve Rogers, quien sirve junto a él durante la Segunda Guerra Mundial antes de presuntamente morir en servicio; tras ser encontrado, Barnes se transforma en un súper soldado de Hydra con el cerebro lavado y con un brazo de metal conocido como el Soldado del Invierno. En su búsqueda por dominar el mundo, Hydra utiliza a un Barnes programado como asesino a lo largo del siglo XX.
Barnes entra en conflicto con Rogers y sus aliados durante el levantamiento de Hydra, y finalmente obtiene cierto control sobre sí mismo. Sin embargo, Helmut Zemo luego toma el control de Barnes para destruir a los Vengadores. Este conflicto, junto con las luchas internas por los Acuerdos de Sokovia, hace que los Vengadores se dividan y Rogers se ve obligado a esconder a Barnes en Wakanda, donde Shuri finalmente lo cura de su programación y se le da un nuevo nombre en clave, Lobo Blanco. Barnes ayuda a los Vengadores en el conflicto contra Thanos, siendo víctima del Blip. Después de ser devuelto a la vida, se une a la batalla final y victoriosa contra una variante de Thanos. Después del retiro de Rogers, Barnes es indultado por el gobierno de los EE. UU. y se esfuerza por enmendar su pasado asesino. El se une a Sam Wilson para derrotar a los pro-Blip Flag Smashers. Posteriormente, Barnes es elegido miembro de la Cámara de Representantes de los Estados Unidos y se une a los Nuevos Vengadores.
Para el 2022, Barnes ha tenido apariciones en 7 películas, así como un papel principal en la miniserie The Falcon and the Winter Soldier (2021) y una participación especial en la serie animada What If...? (2021). Regresó en la película Thunderbolts* (2025). La interpretación de Stan del personaje ha tenido una recepción positiva. Es el único personaje que apareció en las cuatro películas de Capitán América.

## Concepto y creación
Cuando Joe Simon creó su boceto inicial del Capitán América para el precursor de Marvel Comics, Timely Comics en 1940, incluyó a un joven compañero. "El chico que lo acompañaba simplemente se llamaba Bucky, en honor a mi amigo Bucky Pierson, una estrella en nuestro equipo de baloncesto de la escuela secundaria", dijo Simon en su autobiografía. Tras el debut del personaje en Captain America Comics #1 (marzo de 1941), Bucky Barnes apareció junto a la estrella del título en prácticamente todas las historias de esa publicación y otras series de Timely, y además formó parte del equipo de Young Allies. Las representaciones de acción en vivo de Steve Rogers en series de televisión y cine comenzaron unos años después de su creación, con una película de 1990 que resultó en un fracaso crítico y financiero, pero ninguna de estas adaptaciones incluyó a Bucky como personaje.
En 2005, Marvel lanzó una nueva serie de Capitán América (Volumen 5) con el escritor Ed Brubaker, quien reveló que Bucky no murió en la Segunda Guerra Mundial. Se reveló que después de que el avión explotara, el general Vasily Karpov y la tripulación de un submarino de patrulla ruso encontraron el cuerpo conservado en frío de Bucky, aunque con el brazo izquierdo amputado. Bucky fue revivido en Moscú, pero sufrió daño cerebral con amnesia como resultado de la explosión. Los científicos colocaron un brazo biónico, actualizándolo periódicamente a medida que la tecnología mejoraba. Programado para ser un asesino soviético para el Departamento X, bajo el nombre en clave de Soldado de Invierno, lo envían a misiones encubiertas y se vuelve cada vez más despiadado y eficiente a medida que mata en nombre del Estado.
A mediados de la década de 2000, Kevin Feige se dio cuenta de que Marvel todavía poseía los derechos de los miembros principales de los Vengadores, que incluían al Capitán América y sus personajes asociados. Feige, un "fanático" autoproclamado, imaginó crear un universo compartido tal como lo habían hecho los creadores Stan Lee y Jack Kirby con sus cómics a principios de la década de 1960. En 2005, Marvel recibió una inversión de 525 millones de dólares de Merrill Lynch, lo que les permitió producir diez películas de forma independiente, incluida Capitán América. Paramount Pictures acordó distribuir la película. En abril de 2010, Sebastian Stan, quien había sido mencionado en los medios como una posibilidad para el papel principal en Capitán América, fue elegido como Bucky Barnes. Stan fue contratado para múltiples películas.
La historia de origen de Bucky Barnes sigue la de los cómics, particularmente los del Ultimate Marvel para ciertos elementos como crecer en Brooklyn y Bucky siendo el mejor amigo de la infancia de Steve Rogers, en lugar de un compañero más joven que conoció más tarde, pero diverge de allí, con "el Soldado de Invierno interpretando un papel importante que es completamente diferente a los cómics". En los cómics, Steve Rogers es asesinado después de la historia de Civil War, lo que lleva a Bucky Barnes a convertirse en el próximo Capitán América. En el MCU, Rogers sobrevive a Civil War, finalmente pasando el manto del Capitán América a Sam Wilson en Avengers: Endgame.

## Biografía del personaje ficticio

### Primeros años y Segunda Guerra Mundial
James Barnes nació el 10 de marzo de 1917. Él y Steve Rogers se convirtieron en los mejores amigos de la infancia y, en muchas ocasiones, Barnes protegía a Rogers de los matones. Durante la Segunda Guerra Mundial, Barnes es reclutado en el ejército de los EE. UU., mientras que Rogers es rechazado del servicio debido a sus numerosas afecciones médicas; Barnes trata de persuadir a Steve de que no continúe con sus intentos, pero no lo logra. Barnes pelea en Europa mientras que Rogers es elegido para el Programa del Súper Soldado por el Dr. Abraham Erskine y se convierte en el Capitán América.
En 1943, mientras estaba de gira en Italia actuando para militares activos, Rogers se entera de que la unidad de Barnes fue declarado desaparecido en acción en una batalla contra las fuerzas nazis de Johann Schmidt. Negándose a creer que Barnes está muerto, Rogers hace que Peggy Carter y el ingeniero Howard Stark lo lleven detrás de las líneas enemigas para montar un intento de rescate en solitario. Rogers se infiltra en la fortaleza de la división científica nazi de Schmidt, Hydra, liberando a Barnes y a los otros prisioneros, pero descubriendo que Hydra acaba de experimentar con él. Barnes se convierte en parte de una unidad de élite reunida por Rogers llamada Comandos Aulladores, que participa en numerosas misiones contra Hydra y los nazis, cambiando el curso de la guerra. Sin embargo, durante su misión de capturar a Arnim Zola, Barnes se cae de un tren y aparentemente muere.

### Asesino de Hydra
La experimentación de Hydra en Barnes hace que sobreviva a su caída, no sin antes perder su brazo izquierdo. Es recapturado por el ala de Hydra de la Unión Soviética, donde Arnim Zola lo tortura y le lava el cerebro, convirtiéndolo en el Soldado del Invierno; un súper soldado controlado mentalmente con un brazo protésico de metal. Durante el siglo XX, Barnes comete numerosos asesinatos y actos terroristas en todo el mundo, como el asesinato de John F. Kennedy, como medio para que Hydra, infiltrada en S.H.I.E.L.D., creara un gobierno mundial singular bajo su control. Entre misiones, Barnes es colocado en sueño criogénico. Durante la Guerra de Corea, Barnes se enfrentó al supersoldado estadounidense Isaiah Bradley en Goyang, el cual logró destruirle la mitad de su brazo cibernético durante la escaramuza.
En 1991, Hydra usa a Barnes para matar a Howard y Maria Stark en un asesinato que hace parecer como un accidente automovilístico, durante el cual roba una caja con sueros del súper soldado de su automóvil.
En 2009, Barnes fue enviado en una misión para asesinar a un científico nuclear en Odesa. La agente de S.H.I.E.L.D.Natasha Romanoff intentó proteger al científico, pero Barnes logró matarlo disparando una bala en el estómago de Romanoff mientras ella lo cubría.
En 2014, Nick Fury es emboscado por asaltantes liderados por Barnes, que aún opera como el Soldado del Invierno, lo que lleva a Fury a advertir a Rogers, ya revivido y convertido en vengador, que S.H.I.E.L.D. ha sido comprometido. Fury es asesinado a tiros por Barnes, antes de entregarle a Rogers una memoria USB vital. Rogers descubre un complot de Hydra para usar tres Helicarriers del Proyecto Insight para un ataque masivo, usando armas guiadas por satélite para eliminar a todos los individuos que sean consideradas amenaza para Hydra. Rogers, Romanoff y Sam Wilson son emboscados por el Soldado del Invierno; tras una pelea, Rogers lo reconoce. Barnes también parece reconocerlo, pero se le borra la memoria por orden de Alexander Pierce. Rogers y Wilson luego asaltan dos Helicarriers y reemplazan sus chips controladores, pero Barnes destruye el traje de Wilson y lucha contra Rogers en el tercer Helicarrier. Rogers lo rechaza y reemplaza el chip final. Rogers se niega a luchar contra Barnes en un intento de llegar a su amigo, pero cuando el barco choca con el Triskelion, Rogers cae al río Potomac. Barnes, liberado del control mental de Hydra, rescata a Rogers inconsciente antes de desaparecer en el bosque. 
Más tarde, Barnes visita su propio monumento en la exhibición del Capitán América en el Instituto Smithsoniano.

### Lidiando con el lavado de cerebro
En 2016, Barnes es incriminado por el ex soldado de las fuerzas especiales de Sokovia, Helmut Zemo, por un atentado con bomba en Viena que mata al rey T'Chaka de Wakanda, durante una conferencia de la ONU donde se ratificarían los Acuerdos de Sokovia. Rogers y Wilson encuentran a Barnes en Bucarest e intentan protegerlo del vengativo hijo de T'Chaka, T'Challa, pero los cuatro, incluido T'Challa, son detenidos por la policía y por James Rhodes. Con Barnes bajo custodia, Zemo se hace pasar por un psiquiatra y recita las palabras del lavado de cerebro de Hydra para que Barnes lo obedezca. Envía a Barnes a un alboroto para cubrir su propio escape. Rogers detiene a Barnes y lo esconde.Cuando Barnes recupera sus sentidos, les explica a Rogers y Wilson que Zemo es el verdadero bombardero de Viena y quería la ubicación de la base Siberiana de Hydra, donde otros "Soldados del Invierno" con el cerebro lavado se mantienen en estasis criogénica. No dispuestos a esperar la autorización para detener a Zemo, Rogers y Wilson se rebelan y reclutan a Wanda Maximoff, Clint Barton y Scott Lang para su causa. Tony Stark reúne un equipo compuesto por Romanoff, T'Challa, Rhodes, Visión y Peter Parker para detenerlos. El equipo de Stark intercepta al equipo de Rogers en el aeropuerto de Leipzig/Halle en Alemania, donde luchan hasta que Romanoff permite que Rogers y Barnes escapen. Rogers y Barnes van a las instalaciones de Hydra en Siberia, cuando llega Stark y hace una tregua con ellos. Descubren que los otros súper soldados han sido asesinados por Zemo, quien luego se revela y les muestra imágenes del accidente automovilístico de 1991 donde Barnes mató a los padres de Stark como el Soldado del Invierno. Enfurecido porque Rogers le ocultó esto, Stark se vuelve contra ambos, lo que lleva a una intensa pelea en la que Stark destruye el brazo robótico de Barnes y Rogers desactiva la armadura de Stark. Rogers se va con Barnes, dejando atrás su escudo. Más tarde, Barnes, al que se le concedió asilo en Wakanda, elige volver al sueño criogénico hasta que se encuentre una cura para su lavado de cerebro.
Algún tiempo después, Barnes es curado por la hermana de T'Challa, Shuri, y recibe un nuevo nombre clave: "Lobo Blanco".
Como prueba de que está curado, llevan a Barnes a una cueva donde se demuestra que el efecto de las palabras desencadenantes es anulado por Ayo.

### Infinity War y resurrección
En 2018, Barnes, que aún vive en Wakanda, recibe un nuevo brazo de vibranium de T'Challa. Se reúne con Rogers después de que llegan él, Wilson, Romanoff, Maximoff, Visión, Rhodes y Bruce Banner en busca de ayuda para proteger la Gema de la Mente. Se une a la batalla contra los Outriders y es testigo de la llegada de Thor, Rocket y Groot. Cuando llega Thanos, completa su Guantelete del Infinito y chasquea los dedos. Barnes se desintegra junto con Wilson, T'Challa, Maximoff y Groot, junto con la mitad de la vida en el universo.
En 2023, Barnes vuelve a la vida y es llevado al Complejo de los Vengadores, para la batalla contra un Thanos alternativo de 2014. Más tarde asiste al funeral de Stark y se despide de Rogers, quien devuelve las Gemas del Infinito y el Mjolnir alternativos a sus líneas de tiempo. Cuando Banner no puede traer de vuelta a Rogers, Barnes le señala a Wilson un banco a orillas del lago y observa cómo un anciano Rogers pasa su manto a Wilson.

### Asociación con Sam Wilson
En 2024, Barnes vive en Brooklyn, Nueva York. Ha sido indultado y asiste a una terapia ordenada por el gobierno, donde habla sobre sus intentos de enmendar sus actos como Soldado del Invierno. Tiene pesadillas sobre su pasado, pero no se comunica con su terapeuta al respecto. Ella nota que Barnes se está aislando de sus amigos y ha estado ignorando los mensajes de texto de Sam. Barnes le dice que esta tratando de enmendar las cosas, como confrontar a una senadora anteriormente afiliada a Hydra a quien ayuda a llevar ante la justicia usando 3 reglas (no hacer nada ilegal, no lastimar y cumplir el objetivo). También se hace amigo de un anciano japonés llamado Yori, quien resulta ser padre de una de sus víctimas en sus años como asesino, pero no le cuenta su conexión. Yori organiza una cita para Barnes con una camarera llamado Leah, que termina rápidamente después de que ella menciona al hijo fallecido de Yori y producto de la culpa, Barnes se va.
Barnes pronto se entera de que John Walker ha sido nombrado como el nuevo Capitán América por el gobierno de los EE. UU. y va a una base de la USAF para confrontar a Wilson sobre esto, expresando su desaprobación por el hecho de que haya entregado el escudo de Rogers. Barnes se une a Sam para rastrear a los Flag Smashers; un grupo terrorista que creen que la vida era mejor durante el blip y que tiene actividad en Múnich, donde interceptan al grupo robando medicamentos e intentan rescatar a una supuesta rehén que termina siendo su líder, Karli Morgenthau. Barnes y Wilson se ven abrumados por los miembros de esta organización, que se revelan como súper soldados. Walker y su compañero, Lemar Hoskins, acuden en su ayuda, aunque los Flag Smashers escapan. Walker les pide a Barnes y Wilson que se unan a él para ayudar al Consejo de Repatriación Global (GRC) a sofocar las violentas revoluciones posteriores a Blip, pero se niegan haciéndole notar su molestia por tomar el manto de Steve. Ambos viajan a Baltimore, donde Barnes le presenta a Wilson a Isaiah, pero se niega a ayudarlos a descubrir información sobre sueros de supersoldado adicionales debido a su desdén por Barnes y al haber sido encarcelado y experimentado por el gobierno durante treinta años. Luego, Sam lo reprocha por no haberle contado sobre su existencia y en medio de un confuso control policial, Barnes es arrestado por faltar a una cita de terapia ordenada por la corte, pero es liberado cuando interviene Walker. Antes de irse, su terapeuta le pide que junto a Sam, tengan una dinámica donde vuelven a discutir sobre la entrega del escudo.  

#### Zemo y la Dora Milaje
Negándose nuevamente a trabajar con Walker, Barnes sugiere que visiten a Helmut Zemo, que está encarcelado en Berlín, para recopilar información relacionada con los  Flag Smashers. Zemo, citando su odio por los seres con superpoderes, accede a ayudarlos. Barnes organiza un motín en la prisión para ayudar a Zemo a escapar. Barnes, Zemo y Wilson viajan a Madripoor en un esfuerzo por localizar la fuente del nuevo suero del supersoldado. En un bar, Barnes finge estar bajo control mental como el Soldado del Invierno y despacha a numerosos matones armados. Los llevan ante la criminal de alto rango, Selby, quien revela que el Mediador de Poder contrató al ex científico de Hydra, el Dr. Wilfred Nagel, para recrear el suero. El trío se ve comprometido cuando Sam recibe una llamada de su hermana y Selby ordena a sus hombres que los ataquen, pero ella es asesinada por un francotirador. Quien los salva es Sharon Carter que vive como fugitiva en la isla tras ayudarlos en su conflicto. A pesar de su resentimiento por dejarla a su suerte, ella acepta ayudarlos después de que Wilson se ofrece a conseguirle el perdón del gobierno. Llegan al laboratorio de Nagel y lo confrontan. Él revela que, gracias a la sangre de Isaiah, consiguió hacer veinte viales del suero, pero Morgenthau y sus compañeros los robó. Zemo mata inesperadamente a Nagel y el laboratorio es destruido. Barnes, Wilson y Carter luchan contra cazarrecompensas hasta que Zemo adquiere un auto y escapan. Con Carter quedándose atrás, Barnes, Zemo y Wilson viajan a Letonia; Barnes se separa del resto cuando reconoce los dispositivos de rastreo de Wakanda. Se encuentra con Ayo, quien exige a Zemo.
Ayo le da a Barnes ocho horas para usar a Zemo antes de que los wakandianos se lo lleven, para que cumpla su condena por la muerte de T'Chaka. Cuando Ayo y la Dora Milaje vienen por Zemo, Walker se niega a entregarlo y se produce una pelea; Barnes intercede, lo que hace que Ayo use un dispositivo de seguridad para desactivar su brazo de vibranium, también descubren que Zemo escapo. Luego acompaña a Sam a enfrentar a Karli cuando descubre que amenazó a su hermana.

#### Derrotando a los Flag Smashers
Durante la pelea con los terroristas, Karli mata a Hoskins y Walker, después de haber tomado un suero del supersoldado y enfurecido, usa su escudo para matar a uno de los Flag Smashers frente a los transeúntes horrorizados, que filman sus acciones. Tras encontrarlo, Wilson y Barnes exigen el escudo a Walker, comenzando una pelea en la que Walker destruye el traje de Sam y deja malherido a Bucky. La pelea termina con ambos tomando el escudo y rompiendo el brazo de Walker. Barnes encuentra a Zemo en Sokovia y tras amagar con dispararle, se lo entrega a la Dora Milaje. Barnes luego viaja a la ciudad natal de Wilson en Luisiana para entregarle un maletín de los Wakandianos a Wilson; conoce a la hermana de Wilson, Sarah, y sus dos hijos y los ayuda en la reparación del bote de la familia. Después de los trabajos, Barnes y Wilson entrenan con el escudo y acuerdan dejar atrás su pasado y trabajar juntos. Barnes confiesa que estaba enojado con la decisión de Sam ya que siente que es su última conexión con el pasado y se disculpa por no considerar las implicaciones de darle el escudo a un hombre negro. Sam, por su parte, le aconseja que al enmendar sus actos, no basta con el perdón, sino que los acompañe a cerrar el círculo.
Barnes regresa a la ciudad de Nueva York y se encuentra con Carter, uniéndose con Sam para evitar que el GRC sea atacado por los terroristas. Luego lucha contra los Flag Smashers, además de salvar a los miembros rehenes del GRC de un incendio provocado, además de recibir ayuda de Walker. Durante una pelea contra Morgenthau, Barnes se cae de la cornisa a la orilla de un río. Después de que Walker y los Flag Smashers hacen lo mismo, Barnes ayuda a Walker a levantarse y se unen a Wilson, que lleva su nuevo traje de Capitán América, para encontrar a los Flag Smashers después de que Georges Batroc los ayude a escapar. Barnes y Walker emboscan a tres de ellos y los detienen. Después de que los miembros de GRC son rescatados y que Karli haya muerto, Barnes escucha el discurso de Wilson y presenta sus respetos con su nuevo rol, antes de irse con Carter herida. Luego va al apartamento de Yori y le confiesa que mato a su hijo siendo el Soldado del Invierno, sacándose su culpa pendiente. Entrega su libreta con todas las enmiendas cumplidas en la oficina de su terapeuta y vuelve a ver a Leah, antes de partir hacia Luisiana. Allí se une a Wilson, Sarah, sus hijos y la comunidad para una comida al aire libre.
En diciembre de 2025, Barnes se encuentra con Nebula, quien toma su brazo de vibranium para dárselo a Rocket como regalo de Navidad.

### Campaña del Congreso
Algún tiempo después, Barnes decide postularse para el Congreso de los Estados Unidos. En 2027, Barnes se reúne con Wilson en el Centro Médico Militar Nacional Walter Reed para apoyarlo a él y a Torres, quien estaba en el hospital recibiendo tratamiento médico después de una batalla en la Isla Celestial.

### Unirse a un equipo
Barnes asiste a un juicio político en el Congreso ante la directora de la CIA, Valentina Allegra de Fontaine, tras su despido debido a una serie de operaciones ilegales. Durante una fiesta en el Museo, Barnes habla con la asistente de De Fontaine, Mel, quién es su contacto secreto, sobre las pruebas que oculta.
Barnes rescata a Yelena Belova, John Walker, Ava Starr y Alexei Shostakov de los agentes de De Fontaine en Utah, hasta que los captura para que testifiquen en el juicio político. Tras recibir una llamada de Mel, quien explica que un hombre llamado Bob fue objeto de uno de los experimentos ultrasecretos de De Fontaine, Barnes se une al grupo. Ellos llegan a la Watchtower y descubren que De Fontaine ha transformado a Bob en un superhumano inmensamente poderoso conocido como Sentry, quien domina al equipo y los obliga a escapar.
Al ver que Sentry se ha vuelto tan oscuro como el Vacío, que comienza a convertir a todos a su alrededor en sombras y a envolver la ciudad de Nueva York en una oscuridad sobrenatural, Barnes y el equipo se abren paso a través de la dimensión oscura del Vacío, buscando a Belova y la contraparte buena de Bob, lo que finalmente los lleva a la experimentación inicial de Bob. Después de ser incapacitados, Barnes y el equipo se liberan para ayudar a Bob a evitar ser consumido por la oscuridad, recordándole que no está solo y logrando superar el Vacío, restaurando la luz y la normalidad a la ciudad. Barnes y los demás planean capturar a De Fontaine, quien luego manipula la percepción pública organizando una conferencia de prensa en la que los rebautiza como los Nuevos Vengadores. 
En 2028, Barnes habla con Wilson, pero la conversación no sale bien, ya que Wilson está molesto con el nombre del nuevo equipo, pues ya había reiniciado a los Vengadores. Dentro de la Watchtower, Barnes y los Nuevos Vengadores reciben una señal de socorro desde el espacio a través de imágenes satelitales que revelan una enorme nave extradimensional con un gran emblema "4" entrando en su universo.

## Versiones alternativas
Varias versiones alternativas de Barnes aparecen en la serie animada What If...?, con Stan retomando su papel.

### Luchando junto a la Capitana Carter
En un 1943 alternativo, Barnes lucha junto a la Capitana Carter, Rogers (en su armadura Hydra Stomper) y los Comandos Aulladores durante la Segunda Guerra Mundial.
Tras la guerra, Barnes y Rogers buscan y destruyen todas las bases de HYDRA del mundo. En 1953, completan su última misión, pero Rogers supuestamente muere.
En 2014, un anciano Barnes se convirtió en Secretario de Estado de los Estados Unidos. Tras una reunión con el Consejo de Seguridad Mundial, Barnes se encuentra con Brock Rumlow y otros agentes que acuden a escoltarlo a un lugar seguro tras la llegada de un Rogers con el cerebro lavado para asesinarlo. Aunque impactado por la supervivencia de su amigo y su estado de lavado cerebral, Barnes le proporciona a Carter información sobre la nueva fuente de energía desarrollada para la armadura Hydra Stomper, permitiéndole desactivarla. Al ver a Carter y Natasha Romanoff escapar con un Rogers capturado, Barnes les desea suerte para salvar a su mejor amigo.

### Brote de zombis
En un 2018 alternativo, Barnes es uno de los sobrevivientes restantes en la Tierra después de un brote de virus cuántico. Mientras viaja al Campamento Lehigh en busca de una cura, Barnes se ve obligado a matar a un Rogers zombificado y reclama su escudo. En el campamento, el grupo lucha contra una Wanda Maximoff zombificada, y Barnes se queda atrás cuando Wanda lo arroja telequinéticamente.

### Vengadores contra Ego en 1980
En un 1988 alternativo, Barnes es reclutado junto con Hank Pym, Bill Foster, la Dra. Wendy Lawson y el Rey T'Chaka para detener a un joven Peter Quill, quien fue enviado por su padre Ego a preparar la Tierra para su expansión. Lo localizan en Coney Island e intentan someterlo, pero tienen que escapar. Sin embargo, son salvados por Thor. Después de que el equipo se reúne en la base de S.H.I.E.L.D., Barnes acompaña a Pym y Lawson a Missouri. Bajo las órdenes de su comandante ruso Vasily Karpov, se prepara para asesinar a Quill, pero es detenido por la interferencia de comunicación de Howard Stark, quien le dice que Rogers creía en él, lo que activa al verdadero Barnes bajo su programación. Barnes luego abandona su personaje de Soldado de Invierno y se menciona por última vez que está "en el viento".

### Merry Man Barnes
En un 1602 alternativo, Barnes se hace amigo de Rogers y Lang, y se une a ellos en sus misiones tipo Robin Hood. Un día, detienen un carruaje que transporta a Loki para robar comida, pero se encuentran con la Capitana Carter. Ellos van a un pub, pero se ven obligados a irse después de que Happy Hogan y los Royal Yellowjackets atacan para arrestar a Carter. Barnes, Rogers y Lang se reúnen más tarde con Carter, Stark y Banner para discutir un plan para tomar el cetro de Thor. Se infiltran en la sala del tribunal y mientras Carter se enfrenta a Thor, Barnes se involucra en una pelea con Red Skull, ayudado por Rogers. Luego, Barnes es testigo de lo que revela que Rogers es la persona desplazada en el tiempo que inició la incursión y observa cómo Carter lo envía a casa, antes de ser enviado a casa también.

### Guerra Gamma
En un 2024 alternativo, Barnes trabajó en estrecha colaboración con Wilson, quien era el Capitán América, y Monica Rambeau. A pedido de Rambeau, Barnes localizó las coordenadas de Banner. Barnes se unió a Wilson y Rambeau en la batalla de Nueva York, haciendo equipo con Shang-Chi,  Marc Spector/Caballero Luna, Nakia y el Guardián Rojo usando el Protocolo del Poderoso Vengador contra Apex Hulk y su ejército gamma. Después de ser dominados, él y los demás vieron cómo Banner llegaba y se convertía en Mega-Hulk para derrotar a Apex.

### Luchando junto al Guardián Rojo
En un 1991 alternativo, Barnes es enviado a recuperar una caja de suero de súper soldado de Howard y Maria Stark. Barnes es detenido por Alexei Shostakov mientras intentaba matar a los Stark y solo adquieren un solo frasco del suero. Sin extracción, el dúo rastrea a un espía llamado "Rook" a Las Vegas para el transporte mientras evaden a las autoridades y a Bill Foster. Barnes es llamado por Dreykov quien le dice en secreto que mate a Shostakov, quien se ha convertido en una carga. Al llegar a Las Vegas, Barnes y Shostakov descubren que Rook es Obadiah Stane, quien proporcionó a los rusos información sobre el suero para eliminar a los Stark del mercado. Stane ataca al dúo, pero es asesinado por Barnes. Huyendo de las autoridades y un grupo de trabajo enviado por la Habitación Roja invade el área, Barnes le da tiempo a Shostakov para escapar, quien destruye el último frasco del suero. Algún tiempo después, Barnes es llevado de regreso a la base de Hydra en Siberia, donde insiste ante Dreykov en que Shostakov murió como un héroe, antes de que le lavaran el cerebro.

## Caracterización
En Capitán América: el primer vengador, Barnes es un sargento del ejército de los Estados Unidos, el mejor amigo de Steve Rogers y miembro de su escuadrón de comandos. Stan firmó un contrato para "cinco o seis películas". Reveló que no sabía nada sobre los cómics, pero vio muchos documentales y películas sobre la Segunda Guerra Mundial en preparación para el papel, y calificó a Band of Brothers de "muy útil". Sobre el papel, Stan declaró: "Steve Rogers y Bucky son huérfanos y algo así como hermanos. Crecen juntos y se cuidan el uno al otro. Es una cosa muy humana, identificable. . . También quería ver cómo cambia su relación una vez que Steve Rogers se convierte en el Capitán América. Siempre hay una competencia y siempre se están superando unos a otros. Presté atención a cómo Bucky se ve afectado por el cambio de Steve y, de repente, Steve es este líder".
Bucky reaparece en Capitán América: El Soldado de Invierno como un asesino mejorado al que le lavaron el cerebro después de que supuestamente muriera en acción durante la Segunda Guerra Mundial. Con respecto al personaje, el productor Kevin Feige dijo: "Winter Soldier ha estado siguiendo órdenes de manera metódica, casi robótica, durante 70 años". Stan dijo que a pesar de su contrato de nueve películas con Marvel Studios, incluida su aparición en El primer vengador, no estaba seguro de que Bucky regresaría de manera inminente, y solo escuchó que el título oficial de la secuela era "El soldado de invierno" a través de un amigo al asistir a la Comic-Con de San Diego. Stan soportó cinco meses de entrenamiento físico para prepararse para el papel e hizo una investigación histórica, afirmando: "Me sumergí en todo el asunto de la Guerra Fría. Miré a la KGB. Miré todo tipo de películas de espías y todo tipo de documentales sobre esa época y de qué se trataba. Agarré cualquier cosa de ese período de tiempo. Cualquier cosa sobre lavado de cerebro". Stan también practicaba a diario con un cuchillo de plástico para poder hacer los trucos del cuchillo del Soldado de Invierno sin la ayuda de un especialista.  Con respecto a la transición de Bucky a Winter Soldier, Stan dijo: "Sabes, la verdad de la situación es que, aunque se ve muy diferente y hay cosas diferentes en él, aún proviene de la misma persona. Creo que lo verás pase lo que pase. Creo que parte de mi objetivo aquí era asegurarme de que veas una extensión de esa versión pero solo un color diferente de esa misma versión de alguna manera. Creo que sigue siendo el mismo tipo; está cortado con la misma tijera". Stan dijo que sentía que la introducción del personaje en El soldado de invierno era "una vista previa del tipo", y se exploraban más aspectos del personaje en la secuela de la película, Capitán América: Civil War.
Esta interpretación continúa en Capitán América: Civil War como una amalgama de Barnes y el Soldado de Invierno, con Stan diciendo, "aquí está el tipo cuando fusionas a los dos. Esto es lo que salió. Para mí, nunca volverá a ser Bucky Barnes. Habrá cosas reconocibles sobre él, pero su camino a través de las [experiencias de] Winter Soldier siempre estará ahí, obsesionándolo". Debido a esto, el personaje tiene más líneas en la película que en Winter Soldier. En Black Panther, Sebastian Stan hace una aparición sin acreditar en una escena posterior a los créditos, retomando su papel de Barnes, y Shuri lo ayuda a recuperarse de su condicionamiento de Hydra. En Avengers: Infinity War, la gente de Wakanda le da a Barnes el nombre de White Wolf, quienes ayudaron a eliminar su programación de Hydra. Barnes es uno de los tantos personajes desintegrados por Thanos con el Guantelete del Infinito al final de Infinity War, quien luego regresa para participar en la batalla final en el clímax de Avengers: Endgame.
El personaje regresó en The Falcon and the Winter Soldier, una miniserie de televisión web estadounidense creada para Disney+ por Malcolm Spellman, basada en los personajes. Los eventos de la serie tienen lugar seis meses después de Avengers: Endgame. La serie es producida por Marvel Studios, con Spellman como guionista principal y Kari Skogland como directora. Anthony Mackie y Sebastian Stan repiten sus papeles como Falcon y Winter Soldier, respectivamente, de la serie de películas. Daniel Brühl, Emily VanCamp y Wyatt Russell también protagonizan esta serie. Para septiembre de 2018, Marvel Studios estaba desarrollando una serie de series limitadas para Disney+, centradas en personajes secundarios de las películas de MCU, con Spellman contratado para escribir una sobre Falcon y Winter Soldier en octubre. La serie se confirmó oficialmente en abril de 2019 junto con la participación de Mackie y Stan. Skogland fue contratada al mes siguiente. El rodaje comenzó en octubre de 2019 en Atlanta, Georgia y se suspendió en marzo de 2020 debido a la pandemia de COVID-19. El rodaje se reanudó en Atlanta en septiembre antes de terminar en la República Checa en octubre.

## Recepción
Owen Gleiberman de Entertainment Weekly declaró que "Sebastian Stan somete al viejo amigo de Steve, Bucky Barnes, a una transformación escalofriante".  En 2014, en una reseña de la película Capitán América: El soldado de invierno, Jake Coyle de Associated Press sintió que el desarrollo limitado del personaje en la película, debido a que su verdadera identidad era "misteriosa", fue "el mayor paso en falso de la película" desde que se nombra. en el título de la película. Fue crítico con la película en general y afirmó que era "enérgica pero hueca" y "sin vida útil". En la revisión de 2018 de Avengers: Infinity War, Coyle elogió al elenco en general, que presenta al personaje en un papel limitado, y escribió que Marvel se había vuelto "nuclear". Ed Brubaker, quien presentó al Soldado de Invierno en la serie de cómics Capitán América (vol. 5), ha expresado su descontento con la compensación de Marvel por su trabajo. En una entrevista con Indie Wire sobre el personaje, Stan dijo: "Tengo muchos fanáticos que se acercan, escriben sobre traumas y me cuentan ciertas situaciones por las que están pasando y se sienten empoderados".